# 志太榛南バイパス
志太榛南バイパス（しだはいなんバイパス）は、静岡県焼津市において建設が進められている国道150号のバイパス道路。延長上にある志太榛南IIバイパスについても併せて記述する。

## 概要

### 志太榛南バイパス
- 起点：静岡県焼津市三和（木屋川橋交差点）
- 終点：静岡県焼津市藤守
- 延長：L=3.3km
- 道路幅員:W=12.5m（暫定）
- 車線数：完成4車線（一部暫定2車線）
- 車線幅員:W=3.25m

都市計画道路名は3.3.1志太東幹線。航空自衛隊の静浜基地があるため、ルートは東側に迂回している。終点より先は、静岡県道31号焼津榛原線バイパス（大井川は太平橋で渡河） - 志太榛南IIバイパスという経路でバイパス（全長：13.3km）が形成される予定である。2004年度に事業化し、2018年7月までに起点側1.5km区間が4車線化され、残る終点側1.8km区間も暫定2車線で開通していて2018年度末までの4車線供用を目指し整備が進められている。

### 志太榛南IIバイパス
- 起点：静岡県榛原郡吉田町住吉
- 終点：静岡県牧之原市細江
- 延長：L=1.2km
- 道路幅員:W=12.5m（暫定）
- 車線数：暫定2車線（4車線分の土地は確保されている）
- 車線幅員:W=3.25m

静岡県榛原郡吉田町から牧之原市にかけての国道150号バイパス道路。2007年度に事業化し、2018年3月までに暫定幅員ながら全線が開通している。

## 歴史
- 2004年（平成16年）度 - 志太榛南バイパス区間が事業化[1]。
- 2007年（平成19年）度 - 志太榛南IIバイパス区間が事業化[2]。
- 2007年（平成19年） 8月31日 -  志太榛南バイパスのうち、焼津市惣右衛門から同市藤守[注釈 1]までの区間（L=約1.4km）が暫定2車線で供用開始。
- 2014年（平成26年）3月28日 - 志太榛南バイパスの焼津市三和地内（L=約0.2km）と[3]、志太榛南IIバイパスおよび隣接区間である吉田町川尻から牧之原市細江までの区間（計L=約3.2km）が供用開始[3]。
- 2018年（平成30年）3月14日 - 志太榛南IIバイパスの牧之原市細江地内（L=約0.2km）が供用開始し、これにより同バイパスは全区間が開通[4]。
- 2018年（平成30年）7月4日 - 志太榛南バイパスの三和交差点から惣右衛門西交差点（L=約1.2km）が4車線で供用開始[5]。

## 接続するバイパス

### 志太榛南バイパス
- 起点側:国道150号焼津バイパス・静岡県道416号静岡焼津線
- 終点側:焼津市道

### 志太榛南IIバイパス
- 起点側:静岡県道31号焼津榛原線
- 終点側:国道150号現道